# Chesapeake (Wirginia)
Chesapeake – miasto w Stanach Zjednoczonych, w południowo-wschodniej części stanu Wirginia, nad rzeką Elizabeth, w pobliżu jej ujścia do zatoki Chesapeake. W 2019 roku liczy 244,8 tys. mieszkańców i należy do obszaru metropolitalnego Virginia Beach (1,77 mln). 
W mieście rozwinął się przemysł metalowy, cementowy, chemiczny oraz drzewny.